# Атински университет
Атинският университет (на гръцки: Εθνικό και Καποδιστριακό Πανεπιστήμιο Αθηνών) в гр. Атина, Гърция е най-старият университет в страната и на Балканите. Основан е в жилище на архитект на 3 май 1837 г.
В него се обучават над 50 000 студенти на бакалавърско ниво. Корпусите му са разположени в столицата и в нейни предградия. В неговото Училище по философия има катедра по славянска филология.
Структурата на университета е изградена в 3 степени – училища (институти), факултети, катедри. Училищата са следните (в скоби е даден броят на факултетите във всяко училище):
- Училище по теология (2)
- Училище по философия (11)
- Училище по медицина (4)
- Училище по право, икономика и политика (3)
- Училище по естествени науки (6)
- независими факултети (5)

## Галерия
- Юридически факултет
- Институт по физика
- „Университетски клуб“
- Пощенска картичка с централната сграда на Атинския университет, 1918 г.

## Известни възпитаници
- Георгиос Папаниколау, медик, пионер в цитологията и ранната диагностика на раковите заболявания
- Георгиос Сеферис, поет, нобелов лауреат (1963)[2]
- Одисеас Елитис, поет, нобелов лауреат (1979)[3]
- Корнелиус Касториадис, философ
- Никос Казандзакис, писател
- Елен Арвелер, историчка
- Панайотис Пикраменос, юрист и политик